# Bruno Destrée
Pour les articles homonymes, voir Destrée.
Bruno Destrée (1867–1919) est un bénédictin, poète de langue française et un critique d’art belge. Il est le frère de l’homme politique Jules Destrée.
Benoît Destrée fut moine à l’abbaye de Maredsous, puis à l’abbaye du Mont-César à Louvain. Il s’intéressa notamment au préraphaélisme.

## Éléments biographiques
Georges Destrée naît à Marcinelle le 10 août 1867. Il est le frère cadet de l’homme politique Jules Destrée.
Comme lui, il fait des études de droit à l’université libre de Bruxelles. C’est alors qu’il fait précéder son prénom de celui de son père, Olivier. Il collabore, en tant que chroniqueur artistique, à la revue La Jeune Belgique où il fait la connaissance de Max Waller, Albert Giraud et Iwan Gilkin.
Anglophile, il s’enthousiasme pour la peinture préraphaélite : il publie en 1894 Les Préraphaélites : notes sur l’art décoratif et la peinture en Angleterre, le premier essai en langue française sur ce courant. Dans la Revue générale d’octobre 1895, il donne une traduction presque complète de La Lampe de la mémoire, le sixième chapitre des Sept Lampes de l’architecture (en) : quelques années plus tard, la lecture de ce texte par Marcel Proust est décisive dans sa propre entreprise de traduction de l’œuvre de John Ruskin.
Il collabore ensuite à la revue catholique Durendal. Il se rapproche peu à peu du catholicisme et décide en octobre 1898 d’entrer dans l’ordre de Saint-Benoît. Il prend le nom de dom Bruno. Il quitte l’abbaye de Maredsous pour celle du Mont-César à Louvain. Il est ordonné prêtre en 1903.
En 1911, il collabore avec son frère Jules à l’organisation de l’exposition « Les Arts anciens du Hainaut ».
Il meurt d’une péritonite le 30 octobre 1919 à Louvain.

## Œuvres
- 1891 – Journal des Destrée
- 1894 – Poèmes sans rimes, disponible sur Internet Archive
- 1894 – Les Préraphaélites : notes sur l’art décoratif et la peinture en Angleterre, disponible sur Internet Archive
- 1895 – The Renaissance of sculpture in Belgium, disponible sur Internet Archive
- 1897 – Les Mages
- 1898 – Trois Poèmes : Sainte Dorothée de Cappadoce ; Sainte Rose de Viterbe ; Saint Jean Gualbert
- 1904 – La Mère Jeanne de Saint-Mathieu Deleloë : une mystique inconnue du XVIIe siècle
- 1908 – Au milieu du chemin de notre vie
- 1910 – Les Bénédictins
- 1911 – L’Âme du Nord
- 1913 – Impressions et Souvenirs
- 1913 – L’Orfèvrerie religieuse : l’œuvre de Jan Brom, disponible sur Internet Archive